# Filo de Acatepec
Filo de Acatepec är en ort i Mexiko.   Den ligger i kommunen Malinaltepec och delstaten Guerrero, i den sydöstra delen av landet, 240 km söder om huvudstaden Mexico City. Filo de Acatepec ligger 2 400 meter över havet och antalet invånare är 106.
Terrängen runt Filo de Acatepec är kuperad åt nordost, men åt sydväst är den bergig. Filo de Acatepec ligger uppe på en höjd. Runt Filo de Acatepec är det ganska tätbefolkat, med 65 invånare per kvadratkilometer. Närmaste större samhälle är Malinaltepec, 9,7 km söder om Filo de Acatepec. I omgivningarna runt Filo de Acatepec växer huvudsakligen savannskog.